# 国务院成套设备进口五人小组
国务院成套设备进口五人小组是成立于1962年的中华人民共和国国务院部际协调办事机构。小组的任务是在从西方国家进口成套设备的谈判、在进口过程中就各部门提出而外贸部和其他部门所不能解决的有关政策和工作问题提出意见，向国务院总理和国务院外贸三人小组汇报。

## 成员历史
- 方毅（国务院外事办公室副主任、对外经济联络总局局长、国家计委副主任）
- 李强（外贸部副部长）
- 张有萱（国家科委副主任）
- 叶林（国家经委副主任）
- 柴树藩（国家计委副主任）

方毅为组长，柴树藩为副组长。
下设化纤小组，副组长钱之光（纺织工业部副部长）与化肥小组，副组长李苏（化工部副部长）。
1965年1月，原由国家计委管理的新技术引进和成套设备进口工作改由国家经委管理。“成套设备进口小组”改称“新技术引进领导小组”。组长柴树藩。

## 成套技术设备引进工作项目
1963年下半年到1964年，与日本、荷兰、英国、意大利、法国和西德厂商签订15项成套设备进口合同，总金额13 127万美元，其中现汇交易3 050万美元，延期付款金额为9 126万美元：
- 1962年6月批准从日本引进购买5项：年产11000吨第一套维尼龙成套设备，年产18000吨第二套维尼龙成套设备，每小时产乙炔1100立方米的干式乙炔设备，气动与电动量仪工厂成套设备；北京维尼纶厂1963年6月签约，1965年9月建成，一次投产成功运行正常，把合同进度提前了7个月。
- 荷兰供应的年产16万吨的尿素工厂；
- 英国引进购买3项：年产10万吨合成氨厂，年产5000吨的聚丙烯成套设备，年产28000吨的高压聚乙烯成套设备；
- 法国引进购买2项：年产7500吨的丁醇、辛醇成套设备，磁带地震仪勘探设备；
- 意大利引进购买3项：年产5万吨的合成氨厂（转口阿尔巴尼亚，1968年投产），年产5万吨合成氨所需的重油气化装置，年处理10万吨原料油的铂重整联合装置；
- 西德引进购买年产36000吨乙烯、22000吨丙烯石油裂解及烃烯分离装置设备

1963年11月，获批从西方国家进口12大类高级精密通用仪器仪表（含电子计算机）约4000种，共需外汇10 795万美元。1963年度内先洽购约预订货6000多台，需外汇3380万美元。 1963年，还获批进口冶金、机械、电子工业设备和引进新技术的73个项目，如从奥地利引进的纯氧顶吹炼钢设备。
1964年，获批成套设备项目63项，单项设备项目50项和购买技术资料项目70项，共183项，共需外汇3.3亿美元。